# Arrastamento atmosférico
Arrastamento atmosférico, em aerodinâmica, é a força de fricção que atua sobre o foguete ou satélite, cuja principal causa é a fricção entre as moléculas do ar e a superfície do foguete.
Em astrodinâmica, dependendo da situação, o arrastamento atmosférico pode ser considerado como uma ineficiência que requer energia adicional durante o lançamento para o espaço de objetos, ou como um bônus aquando da reentrada na atmosfera.

## Determinação
O cálculo do arrastamento atmosférico pode ser realizado com a seguinte expressão:
{\displaystyle {d\mathbf {v}  \over {dt}}=-{1 \over {2}}{{c_{d}A} \over {m}}\rho {v^{2}}\left|\mathbf {v} \right|={1 \over {2}}{\rho  \over {c_{b}}}{v^{2}}\left|\mathbf {v} \right|}
Isso quer dizer que o arrastamento atmosférico é uma taxa que varia em relação ao tempo, nesse caso o que está variando é a velocidade.